# Elecciones presidenciales de Estados Unidos de 2024 en Dakota del Norte
Las elecciones presidenciales de Estados Unidos de 2024 en Dakota del Norte se llevaron a cabo el 5 de noviembre de 2024, como parte de las elecciones presidenciales de Estados Unidos de 2024. Los votantes de Dakota del Norte eligieron a los tres electores que los representarían en el Colegio Electoral mediante votación popular.
Dakota del Norte, un estado escasamente poblado de las Grandes Llanuras con una población casi exclusivamente blanca, no ha votado por un candidato presidencial demócrata desde que Lyndon B. Johnson ganó en su aplastante victoria a nivel nacional en 1964. La agroindustria y el reciente auge petrolero han jugado un papel clave en la consolidación de la abrumadora popularidad del Partido Republicano en el estado. Dakota del Norte se considera un estado profundamente rojo, y el candidato republicano y expresidente Donald Trump lo ganó por más de 30 puntos porcentuales tanto en 2016 como en 2020. Por lo tanto, se esperaba que Trump lo ganara fácilmente en 2024.

## Resultados

### Generales
| Partido                                 | Partido       | Candidato     | Votos   | %     |
| --------------------------------------- | ------------- | ------------- | ------- | ----- |
|                                         | Republicano   | Donald Trump  | 246,505 | 66.96 |
|                                         | Demócrata     | Kamala Harris | 112,327 | 30.51 |
|                                         | Libertario    | Chase Oliver  | 6,227   | 1.69  |
| Escritos                                | Escritos      | Escritos      | 3,096   | 0.84  |
|                                         |               |               |         |       |
| Total                                   | Total         | Total         | 368,155 | 100   |
| Participación                           | Participación | Participación | 371,975 | 62.61 |
| Registrados                             | Registrados   | Registrados   | 594,140 |       |
|                                         |               |               |         |       |
| Fuente: North Dakota Secretary of State |               |               |         |       |

### Por condado
|               | Trump Republicano | Trump Republicano | Harris Demócrata | Harris Demócrata | Total  | Margen | Margen |
| Condado       | Votos             | %                 | Votos            | %                | Total  | Votos  | %      |
| ------------- | ----------------- | ----------------- | ---------------- | ---------------- | ------ | ------ | ------ |
| Adams         | 962               | 80.10             | 215              | 17.90            | 1,201  | 747    | 62.20  |
| Barnes        | 3,531             | 66.14             | 1,661            | 31.11            | 5,339  | 1,870  | 35.03  |
| Benson        | 1,163             | 58.09             | 795              | 39.71            | 2,002  | 368    | 18.38  |
| Billings      | 543               | 83.93             | 93               | 14.37            | 647    | 450    | 69.56  |
| Bottineau     | 2,628             | 76.24             | 735              | 21.32            | 3,447  | 1,893  | 54.92  |
| Bowman        | 1,384             | 85.54             | 207              | 12.79            | 1,618  | 1,177  | 72.75  |
| Burke         | 909               | 86.08             | 130              | 12.31            | 1,056  | 779    | 73.77  |
| Burleigh      | 36,595            | 70.02             | 14,215           | 27.20            | 52,263 | 22,380 | 42.82  |
| Cass          | 47,873            | 52.69             | 40,304           | 44.36            | 90,851 | 7,569  | 8.33   |
| Cavalier      | 1,461             | 73.53             | 491              | 24.71            | 1,987  | 970    | 48.82  |
| Dickey        | 1,829             | 74.56             | 557              | 22.71            | 2,453  | 1,272  | 51.85  |
| Divide        | 914               | 76.10             | 253              | 21.07            | 1,201  | 661    | 55.03  |
| Dunn          | 1,877             | 83.72             | 332              | 14.81            | 2,242  | 1,545  | 68.91  |
| Eddy          | 862               | 71.54             | 316              | 26.22            | 1,205  | 546    | 45.32  |
| Emmons        | 1,697             | 87.93             | 205              | 10.62            | 1,930  | 1,492  | 77.31  |
| Foster        | 1,326             | 77.86             | 335              | 19.67            | 1,703  | 991    | 58.19  |
| Golden Valley | 847               | 85.47             | 122              | 12.31            | 991    | 725    | 73.16  |
| Grand Forks   | 18,123            | 57.70             | 12,469           | 39.70            | 31,411 | 5,654  | 18.00  |
| Grant         | 1,076             | 82.39             | 205              | 15.70            | 1,306  | 871    | 66.69  |
| Griggs        | 963               | 74.71             | 301              | 23.35            | 1,289  | 662    | 51.36  |
| Hettinger     | 1,089             | 83.38             | 192              | 14.70            | 1,306  | 897    | 68.68  |
| Kidder        | 1,137             | 81.33             | 238              | 17.02            | 1,398  | 899    | 64.31  |
| LaMoure       | 1,614             | 76.02             | 453              | 21.34            | 2,123  | 1,161  | 54.68  |
| Logan         | 898               | 86.93             | 117              | 11.33            | 1,033  | 781    | 75.60  |
| McHenry       | 2,223             | 80.78             | 479              | 17.41            | 2,752  | 1,744  | 63.37  |
| McIntosh      | 1,132             | 81.44             | 229              | 16.47            | 1,390  | 903    | 64.97  |
| McKenzie      | 4,627             | 83.81             | 809              | 14.65            | 5,521  | 3,818  | 69.16  |
| McLean        | 4,231             | 78.05             | 1,093            | 20.16            | 5,421  | 3,138  | 57.89  |
| Mercer        | 3,798             | 83.38             | 672              | 14.75            | 4,555  | 3,126  | 68.63  |
| Morton        | 12,839            | 75.36             | 3,748            | 22.00            | 17,036 | 9,091  | 53.36  |
| Mountrail     | 2,877             | 70.64             | 1,125            | 27.62            | 4,073  | 1,752  | 43.02  |
| Nelson        | 1,141             | 64.79             | 580              | 32.94            | 1,761  | 561    | 31.85  |
| Oliver        | 909               | 83.62             | 156              | 14.35            | 1,087  | 753    | 69.27  |
| Pembina       | 2,350             | 75.51             | 704              | 22.62            | 3,112  | 1,646  | 52.89  |
| Pierce        | 1,493             | 75.79             | 439              | 22.28            | 1,970  | 1,054  | 53.51  |
| Ramsey        | 3,609             | 68.89             | 1,513            | 28.88            | 5,239  | 2,096  | 40.01  |
| Ransom        | 1,661             | 62.70             | 920              | 34.73            | 2,649  | 741    | 27.97  |
| Renville      | 993               | 82.20             | 179              | 14.82            | 1,208  | 814    | 67.38  |
| Richland      | 5,576             | 67.50             | 2,473            | 29.94            | 8,261  | 3,103  | 37.56  |
| Rolette       | 1,427             | 35.02             | 2,567            | 62.99            | 4,075  | -1,140 | -27.97 |
| Sargent       | 1,325             | 64.86             | 663              | 32.45            | 2,043  | 662    | 32.41  |
| Sheridan      | 644               | 85.07             | 101              | 13.34            | 757    | 543    | 71.73  |
| Sioux         | 285               | 29.91             | 654              | 68.63            | 953    | -369   | -38.72 |
| Slope         | 351               | 90.23             | 33               | 8.48             | 389    | 318    | 81.75  |
| Stark         | 12,323            | 81.61             | 2,473            | 16.38            | 15,100 | 9,850  | 65.23  |
| Steele        | 622               | 61.28             | 367              | 36.16            | 1,015  | 255    | 25.12  |
| Stutsman      | 7,185             | 70.90             | 2,692            | 26.56            | 10,134 | 4,493  | 44.34  |
| Towner        | 796               | 71.45             | 289              | 25.94            | 1,114  | 507    | 45.51  |
| Traill        | 2,650             | 64.40             | 1,359            | 33.03            | 4,115  | 1,291  | 31.37  |
| Walsh         | 3,186             | 70.86             | 1,173            | 26.09            | 4,496  | 2,013  | 44.77  |
| Ward          | 20,635            | 72.27             | 7,215            | 25.27            | 28,552 | 13,420 | 47.00  |
| Wells         | 1,815             | 80.56             | 405              | 17.98            | 2,253  | 1,410  | 62.58  |
| Williams      | 12,501            | 82.67             | 2,276            | 15.05            | 15,122 | 10,225 | 67.62  |